# جلیل سامان
جلیل سامان (زادهٔ ۲۲ مهر ۱۳۴۸) فیلم‌نامه‌نویس، تهیه‌کننده و کارگردان اهل ایران است.
شهرت عمده وی به خاطر کارگردانی سه‌گانه «ارمغان تاریکی- ۱۳۸۹»، «پروانه- ۱۳۹۱»، «نفس- فصل اول ۱۳۹۶» و سریال «زیر خاکی» است. سریال‌های وی مضمون تاریخی و رویدادهای ایران را در دهه‌های پنجاه و شصت هجری مورد توجه قرار می‌دهد.
جدیدترین ساخته وی سریال زیرخاکی ۴ است.

## نویسنده و کارگردان
- سریال ترس و لرز
- سریال قصه قرارگاه
- فیلمنامه سینمایی هانیه (سیما فیلم)
- فیلمنامه سینمایی وقت بودن
- سریال گذرگاه تاریکی (شبکه سه سیما)
- سریال تافته جدا بافته (شبکه دو سیما)
- سریال ارمغان تاریکی (شبکه سه سیما)
- سریال پروانه (شبکه سه سیما)
- سریال نفس (شبکه سه سیما)
- رمان وقت بودن
- سریال زیرخاکی (شبکه یک سیما)

| نام           | سال ساخت | توضیحات          |
| ------------- | -------- | ---------------- |
| زیرخاکی ۴     | ۱۴۰۲     | مجموعه تلویزیونی |
| زیرخاکی ۳     | ۱۴۰۱     | مجموعه تلویزیونی |
| زیرخاکی ۲     | ۱۴۰۰     | مجموعه تلویزیونی |
| زیرخاکی       | ۱۳۹۹     | مجموعه تلویزیونی |
| نفس           | ۱۳۹۶     | مجموعه تلویزیونی |
| پروانه        | ۱۳۹۱     | مجموعه تلویزیونی |
| ارمغان تاریکی | ۱۳۸۹     | مجموعه تلویزیونی |

## تهیه‌کننده
1. مستند بازسازی سوسنگرد از مجموعه روایت فتح
2. سریال ترس و لرز
3. مستند بازسازی قیام جنوب